# Teletón 2014 (Chile)
La Teletón 2014 fue la vigésima sexta versión de la campaña solidaria que se realizó en Chile la cual buscó recaudar fondos para la rehabilitación de niños con deficiencias motrices. Fue realizada los días viernes 28 y sábado 29 de noviembre desde el Teatro Teletón, y nuevamente se prolongó por alrededor de 28 horas. El lema de esa versión fue «Somos todos» y el niño símbolo fue Matías Torres. 
Se realizó después de un año sin la campaña, debido a que en noviembre y diciembre de 2013 se efectuaron las elecciones presidencial y parlamentarias, y solo se exhibió un documental llamado Teletón, orgullo de Chile el cual fue transmitido en cadena nacional el domingo 1 de diciembre de ese año cumpliendo 35 años de la cruzada solidaria.
El evento fue transmitido por más de 27 horas consecutivas a través de los canales de la televisión chilena agrupados en la Asociación Nacional de Televisión (ANATEL), y por una red de radioemisoras afiliadas. El segmento de cierre en el Estadio Nacional Julio Martínez Prádanos fue suspendido por las fuertes lluvias que afectaron a la zona centro-sur del país durante la jornada del sábado, por lo cual se tomó la decisión de realizarlo, dada la emergencia, en el mismo Teatro Teletón, cosa que no ocurría desde la edición de 1994.
Luego de 28 horas y 10 minutos de transmisión ininterrumpida, el monto recaudado durante la jornada solidaria, a las 02:05 del domingo 30 de noviembre fue de CL$ 28 176 895 804 (US$ 46 319 123), superando en un 10,73% la meta propuesta a pesar de la emergencia de las lluvias, la crisis económica que afectó al país durante 2014 y la polémica que surgió tras la acusación de la ONU contra el Teletón mexicano, que salpicó a la edición chilena.

## Campaña

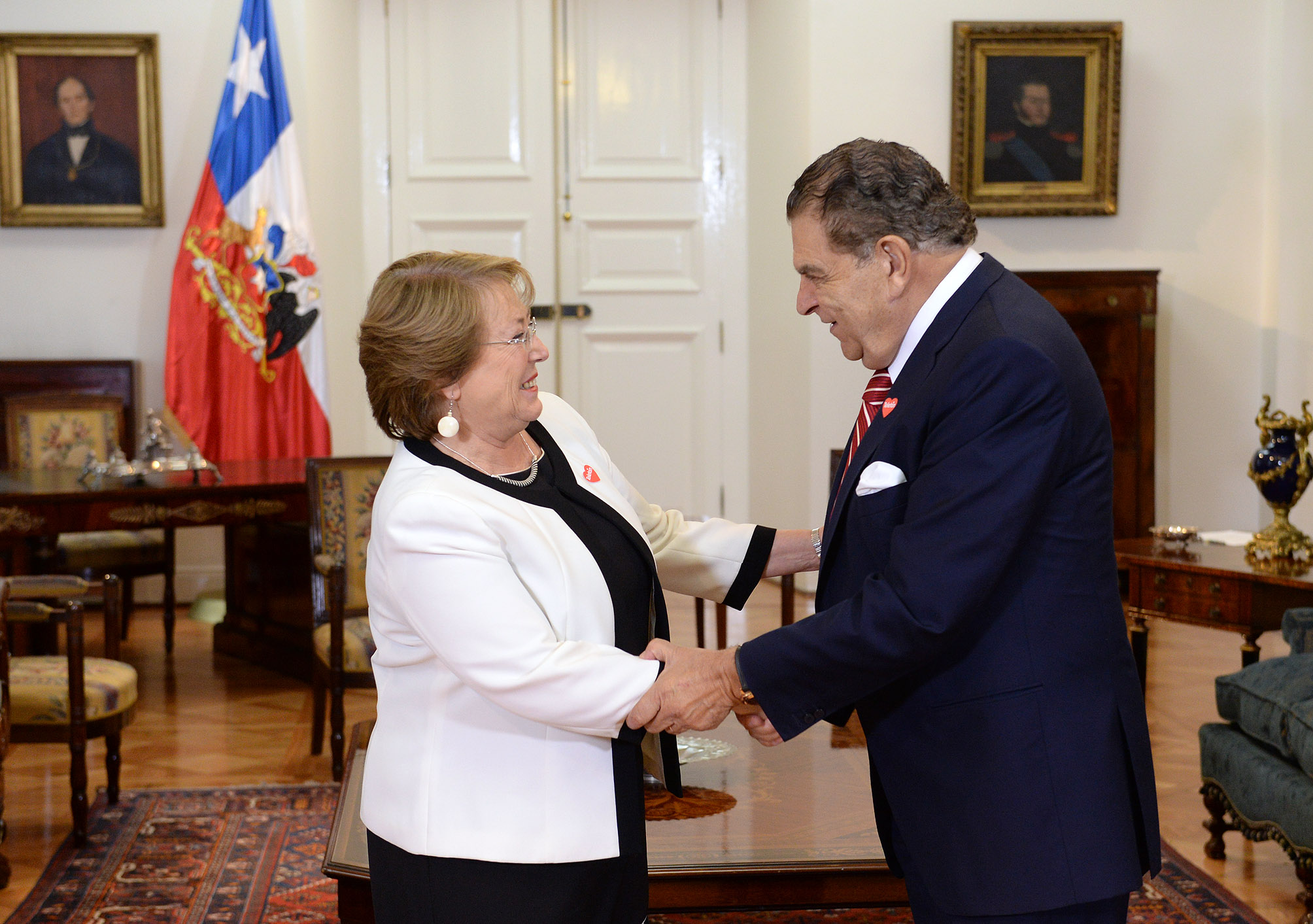
Mario Kreutzberger visita a la presidenta Michelle Bachelet a días de la campaña.

### Lanzamiento
El lanzamiento oficial fue el 9 de septiembre de 2014 en el Instituto Teletón Santiago, donde se presentó el himno de la campaña, que incluye  el lema Teletón, somos todos, interpretado por el dúo chileno Eyci and Cody.
Fue elegido como niño símbolo de esta versión a Matías Torres, un niño de 5 años con una amputación congénita de sus piernas y malformaciones en sus manos presentadas al momento de nacer. Matías nació en Santiago y vive con su familia en la comuna de Quilicura, desde donde se traslada para su rehabilitación desde los 3 meses al instituto de Santiago, ubicado cerca de la estación Ecuador.

### Gira Teletón
La gira comenzó el 5 de noviembre, y fue transmitida vía streaming por el sitio web de la Teletón. En su tramo norte, la gira realizó actos en las ciudades de:
- Arica: 5 de noviembre
- Iquique: 6 de noviembre
- Antofagasta: 7 de noviembre
- Copiapó: 8 de noviembre
- La Serena: 9 de noviembre

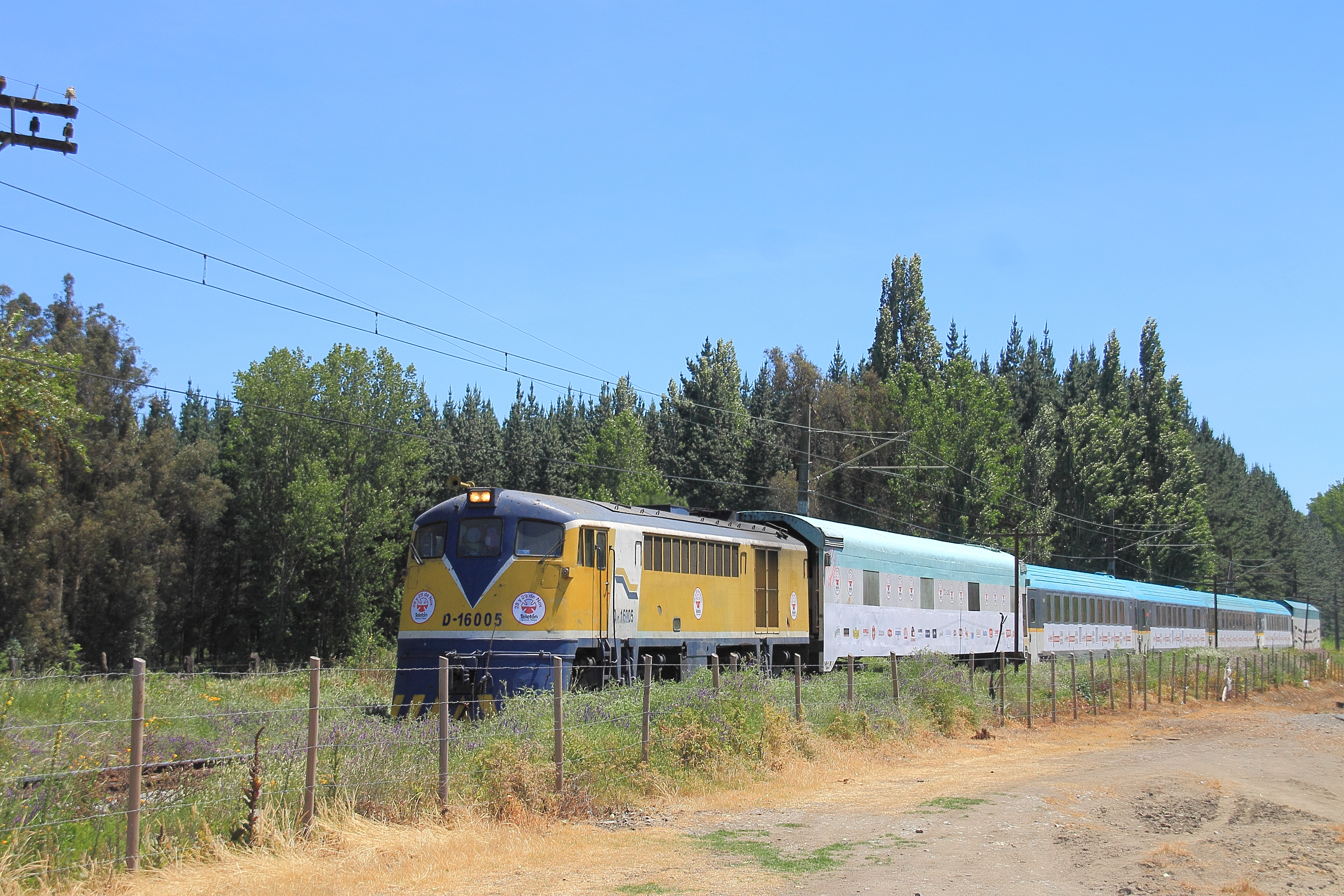
Tren que recorrió el centro-sur de Chile para la gira de la Teletón.

Tras un breve descanso de dos días, la delegación retomó su periplo hacia el sur. El tramo comprendió las ciudades de:
- Talca: 12 de noviembre
- Concepción: 13 de noviembre
- Temuco: 14 de noviembre
- Valdivia: 15 de noviembre
- Puerto Montt: 16 de noviembre
- Coyhaique: 17 de noviembre

Los artistas que se presentaron en esta gira fueron: Noche de Brujas, Sinergia, Natalino, Guachupé, Tomo como Rey, Megapuesta y Mario Guerrero, entre otros. Todos ellos estuvieron acompañados por los presentadores Karen Doggenweiler, Jean Philippe Cretton, Vivi Kreutzberger, Eduardo Fuentes, Karol Dance y Karen Paola, entre otros.
Tal como en la gira de 2012, se hicieron algunas paradas de día en ciudades intermedias, en donde parte de la delegación realizó presentaciones. Estos "mini shows" se efectuaron en:
- Rancagua, Rengo, San Fernando, Chimbarongo y Curicó: 12 de noviembre
- Linares, Parral, Chillán y San Rosendo: 13 de noviembre
- Renaico, Collipulli y Victoria: 14 de noviembre
- Mariquina y Máfil: 15 de noviembre
- Osorno: 16 de noviembre

## Participantes
Los participantes del evento fueron: 
| - Ricardo Montaner - Stefan Kramer (humor) - Eyci and Cody (intérprete del himno oficial «Teletón, somos todos») - Circo de Pastelito - Prince Royce - Illapu - Manuel García - Matt Hunter - La Ley - Jorge Alís (humor) - Mocedades - Pedro Fernández - Alexis & Fido - Miranda! - Juan Magán - José Luis Rodríguez - Noche de Brujas - Américo - Gepe - Natalino - Camilo Sesto - Leo Rey - Jordan - Candy Rock - Heavysaurios - J Balvin - Augusto Schuster - Mario Guerrero - Juan Magán | - Mario Kreutzberger Don Francisco - Rafael Araneda - Carmen Gloria Arroyo - Juan Manuel Astorga - Cecilia Bolocco - Diana Bolocco - Martín Cárcamo - Leo Caprile - Jean Philippe Cretton - Carolina de Moras - Karen Doggenweiler - Julián Elfenbein - Luis Jara - Vivi Kreutzberger - Sergio Lagos - Carolina Mestrovic - Kike Morandé - Karen Paola - Katherine Salosny - Fernando Solabarrieta - Matilda Svensson - Tonka Tomicic - Juan Carlos Valdivia - Julia Vial - José Miguel Viñuela - Antonio Vodanovic - Ingrid Cruz - Javiera Díaz de Valdés - Álvaro Escobar - Eduardo Fuentes - Ignacio Franzani - Valeria Ortega - Francisco Saavedra - Cristián Sánchez - Jennifer Warner | - Sigrid Alegría - Mauricio Bustamante - Karen Paola - Karol Dance - Denise Rosenthal - Juan Falcón - Alejandra Fosalba - Daniel Fuenzalida - Dominique Gallego - Fernando Godoy - Ignacio Gutiérrez - Antonella Ríos - Daniel Stingo - Iván Zamorano - Nicolás Copano - ADN Radio Chile - Radioactiva - Radio Carolina - Radio Cooperativa - Radio Disney - Radio Pudahuel - Radio Digital FM - Radio Positiva FM - Radio Portales |

## Transmisión

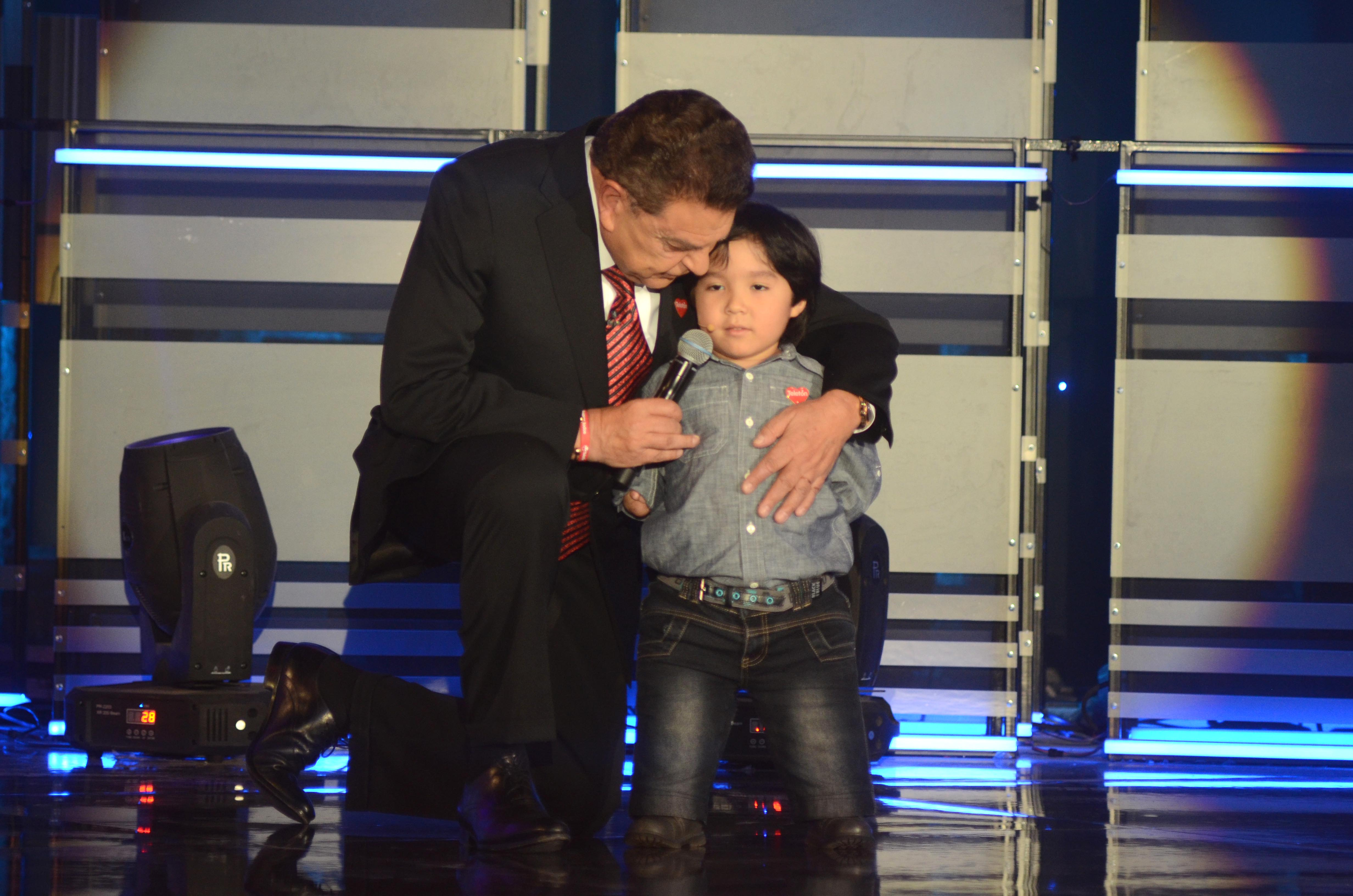
Don Francisco y el niño símbolo de 2014, Matías Torres.

La transmisión del evento se realizó en conjunto por todos los canales de televisión agrupados en ANATEL: 
- TVN/TV Chile
- Canal 13/13i
- Mega
- La Red
- Telecanal
- UCV Televisión
- Chilevisión

El 17 de julio de ese año La Red renunció a su afiliación a ANATEL, sin embargo se mantiene en la transmisión del evento de la Teletón.

### Programación
El evento estuvo compuesto por los siguientes bloques:
| Horario                                | Bloque               | Contenido y presentaciones musicales |
| -------------------------------------- | -------------------- | --- |
| 22:00 - 02:05                          | Obertura             | Bloque que dio inicio al evento, con autoridades invitadas. Se exhibieron los testimonios iniciales y se realizaron las primeras donaciones, incluyendo el total de las empresas auspiciadoras, que ascendió a $ 5 545 548 407. Don Francisco y la presidenta Michelle Bachelet dieron discursos motivacionales. También se hizo un pequeño homenaje a Roberto Gómez Bolaños (Chespirito), comediante mexicano fallecido ese mismo día. - Presentaciones musicales: - Augusto Schuster y Amaya Forch — «Vida» - Pedro Fernández — «Me encantas», «Yo no fui» - Eyci and Cody — «Somos todos Teletón» (himno de la campaña) y presentación de los Teletonistas - Aparcoa y Sigrid Alegría (cuecas) - Gepe — «En la naturaleza (4-3-2-1-0)»/«Fruta y té» (medley) - Power Peralta — Número de baile y danza con medley de temas de Michael Jackson - Coro de la Cárcel de Talagante — «Color esperanza» - Américo — «Necesito un amor», «Que levante la mano»/«El embrujo»/«Te vas» (medley) - Animador cantante: Luis Jara |
| 02:22 - 05:00                          | Humor                | Bloque de humor conducido por Rafael Araneda, Martin Carcamo y Carolina de Moras, en donde participó el argentino Jorge Alís con su stand up comedy. Luego se realizó un sketch de parodia a la serie Las mil y una noches en el que participaron Mario Kreutzberger como "Onur", Patricia Maldonado como "Sherezade", Luis Jara como "Kerem", Marilú Cuevas como "Bennu" y Willy Sabor como "Kaan". - Presentaciones musicales: - Natalino — «Contigo» - Tomo como Rey, Sinergia y Silvestre homenajeando a La Sonora de Tommy Rey — «La parabólica» (Tomo como Rey)/«Loco loco» (Sinergia)/«Candombe para José» (Silvestre)/«El galeón español» (La Sonora de Tommy Rey)/«Daniela» (todos) (medley) - Animadora cantante: Patricia Maldonado |
| 05:16 - 06:37                          | Vedetón              | Bloque de trasnoche conducido por Julián Elfenbein, Leo Caprile, Jean Philippe Cretton y José Miguel Viñuela, dirigido principalmente al público masculino. Se inició con la presentación de la reina de la vedetón anterior Faloon Larraguibel. Contó con la participación de famosas que representaron a sus respectivos países: Wilma González (España), Clarisse Lima (Brasil), Sabrina Sosa (Argentina), Jhendelyn Núñez (Chile) y Lola Melnik (Ucrania). La ganadora, por decisión del público, fue Jhendelyn Núñez, quien se convirtió en la reina de la vedetón. |
| 06:38 - 07:33                          | Madrugadores         | Bloque conducido por Martín Cárcamo y Carolina de Moras, emitido desde la feria de Lo Valledor. Se realizó un concurso al estilo MasterChef/Top Chef en donde un jurado decidió cuál era el mejor ajiaco. Los participantes fueron locatarios de la respectiva feria: Raquel Herrera de "Julita", Anthony Sayan de "Pin 1" y Rita Atenas de "La picá 3", siendo esta última la ganadora. Se hizo un despacho desde la panadería del Penal Colina II con Karen Doggenweiler, donde los internos prepararon el pan para el segmento El desayuno de Chile. - Presentaciones musicales: - Leo Rey — «Mortal Kumbia» |
| 07:37 - 10:09                          | El desayuno de Chile | Bloque matinal que se transmitió desde la Villa Los Cántaros de la comuna de Puente Alto, en donde Don Francisco compartió desayunó con los pobladores del sector. Además en el Teatro Teletón se exhibieron reportajes y se entregaron diversas donaciones. Luego se transmitió desde el frontis de la Municipalidad de Puente Alto, con la conducción de Karen Paola, Karol Dance y el mismo Don Francisco donde hubo un show musical. - Presentaciones musicales/artísticas: - MR (Mau y Ricky Montaner) — «Iré tras de ti» (desde el Teatro Teletón) - Jordan y tú — «Romance ilegal», Medley de éxitos de la música sound - Ricardo Montaner — «Soy feliz» |
| 10:24 - 13:25                          | Todo el mundo arriba | Bloque infantil/juvenil conocido anteriormente como «¡Levántate, papito!». Con la conducción de Luis Jara, Diana Bolocco, Tonka Tomicic, Julián Elfenbein, Jean Philippe Cretton y Katherine Salosny. Incluyó despachos desde el Parque Padre Hurtado. - Presentaciones musicales/artísticas: - El Circo de Pastelito y Tachuela Chico (desde el Parque Padre Hurtado) - Matt Hunter — «Mi señorita» - Candy Rock — «Llueve sobre la ciudad» (de Los Bunkers)/«La espada y la pared» (de Los Tres)/«Estrechez de corazón»/«La voz de los 80» (de Los Prisioneros) - Augusto Schuster — «We Can Dance» - Heavysaurios — «Quiero leche» - J Balvin — «Ay vamos» - Animadora cantante: María Jimena Pereyra |
| 13:32 - 14:16                          | Noticias Teletón     | Bloque de noticias con Maritxu Sangroniz (Mega), Mauricio Bustamante (TVN), Constanza Santa María (Canal 13) y Karim Butte (Chilevisión) desde la sala de redacción de Ahora noticias y Transmitido por Canal 24 Horas. |
| 14:22 - 16:15                          | Fútbol solidario     | 3 equipos masculinos conformados por políticos, rostros de la televisión y exfutbolistas y 2 equipos femeninos dieron vida al fútbol solidario desde el Estadio Bicentenario Elías Figueroa Brander en Valparaíso. El bloque fue conducido por Fernando Solabarrieta, los relatos estuvieron a cargo de Claudio Palma y Paulo Flores, y los comentarios correspondieron a Rodrigo Sepúlveda. El formato fue de «último gol gana». El equipo de los exfutbolistas que fueron los vencedores, estaba conformado por Marcelo Salas, Iván Zamorano, Luis Mena, Gabriel Mendoza y Sergio Vargas, entre otros. - Presentaciones musicales/artísticas: - Magic One (desde el Teatro Teletón) - Upa! — «Ella llora»/«Cuando vuelvas»/«La bamba» (medley) (desde el Teatro Teletón) |
| 16:29 - 18:15                          | La Bailetón          | Bloque conducido por Luis Jara y Diana Bolocco. Concurso de baile masivo realizado en el Teatro Caupolicán donde 35 parejas conformadas por rostros de televisión y el público, compitieron por ser los mejores. El jurado estuvo conformado por: Pamela Díaz, Claudia Miranda, Rodrigo Salinas, Sergio Freire y Christopher Carpentier. La pareja ganadora fue la compuesta por el comediante Gustavo Becerra y la actriz Ingrid Parra. - Presentaciones musicales/artísticas: - Sonora Palacios (desde el Teatro Caupolicán) - El Circo de Pastelito y Tachuela Chico (desde el Teatro Teletón) - Grupo de ciclodanza a cargo de Rodrigo Díaz |
| 18:30 - 19:14                          | Míster Teletón       | Espacio histórico conducido por Tonka Tomicic y Katherine Salosny. 12 candidatos compitieron por ser el Míster Teletón 2014. Se presentaron durante toda la jornada solidaria en diferentes horarios, siendo eliminados progresivamente, hasta llegar a la gran final en la que se enfrentaron dos candidatos de cada grupo etario. Los finalistas fueron, por los mayores de 40 años: Renato Munster, Sebastián Jiménez; mientras que por los menores de 40 estuvieron: Ricardo Traslaviña y Miguelito. Este último, por decisión del público, fue el ganador y, por lo tanto, el Míster Teletón 2014. Durante este bloque, Don Francisco, junto a Martin Cárcamo, José Miguel Viñuela y Rafael Araneda en terreno, anuncian la cancelación de la clausura del evento en el Estadio Nacional y que el cierre de campaña se realizara en el mismo Teatro Teletón, por precaución ante el mal estado del escenario en el complejo deportivo, tras las intensas lluvias que azotaron la capital. «Yo espero, yo espero que esta noche lo logremos. Lamentablemente hay una noticia muy triste para todos nosotros las 600 personas que hemos preparado esta fiesta para Chile. Esta fiesta que hemos preparado durante un año que culmina en el Estadio Nacional con 40 mil personas. Lamentablemente los previsionistas de riesgo nos han dicho que por la lluvia, por las condiciones en que está el escenario, no autorizan hacer el Estadio Nacional. ¿Que vamos a hacer? ¡Vamos a levantarnos, vamos a seguir adelante! ¡Vamos a hacer la fiesta aquí (Teatro Teletón)! Yo quiero que todos sepan que el 90% de todo esta operación de la Teletón es de todo Chile y yo quiero que revirtamos esto. Si no podemos hacer la fiesta en el Estadio lo haremos aquí (Teatro Teletón) con el apoyo de ustedes. Por eso les pido que vayan al banco más que nunca, que nos ayuden, que nos saquen de la frustración. Rafa Araneda está yendo a dar una explicación a la gente en el Estadio». Don Francisco |
| 19:15 - 21:05                          | Estelar              | Bloque vespertino transmitido desde el Teatro Teletón, donde se siguieron exhibiendo reportajes y entregando diversos aportes a la campaña. Conducido por Tonka Tomicic, Katherine Salosny, Rafael Araneda y Kike Morandé. - Presentaciones musicales/artísticas: - Mario Guerrero — «A golpe de fe» - Juan Magán — «Falling in Love» - José Luis Rodríguez — «Si queremos, podemos», «El pavo real» - Mocedades — «La otra España»/«Amor de hombre»/«Dónde estás corazón»/«Eres tú» (medley) - Coro Teletón y Sinfónica Juvenil — «Que cante la vida» - Animador cantante: Américo |
| Noticieros de cada canal (21:05-22:04) |                      | |
| 22:05 - 02:10                          | Cierre               | Segmento de cierre de la campaña en el Teatro Teletón, originalmente programado para el Estadio Nacional Julio Martínez Prádanos, pero que debió ser suspendido por las lluvias caídas durante el día sábado en Santiago. Se inició con la presentación de la soprano Maribel Villarroel, el grupo folclórico Bafochi y la aparición de Tito Fernández con una nueva versión del "Himno a la Alegría", la histórica característica musical del programa. Se exhibieron los últimos reportajes —entre ellos, uno sobre el hijo del diputado Iván Fuentes—, se entregaron las últimas donaciones (entre ellas la de Iris Fontbona, la cual ascendió a 2.500 millones de pesos) y el espectáculo incluyó la presentación de Stefan Kramer imitando a Gary Medel. A la 01:04 de la madrugada del domingo 30 de noviembre se sobrepasó la meta, ya que el cómputo que se entregó fue de $26 832 666 477. A las 02:05 h se entregó el cómputo final: $28 176 895 804, dando por finalizado el evento. - Presentaciones musicales: - Miranda! — «Perfecta», «Don», «Fantasmas» - Ricardo Montaner — «El poder de tu amor», «Llanto agradecido» - Noche de Brujas — «Me gusta todo de ti» - Matt Hunter — «Mi señorita», «Sólo pienso en ti» - La Ley — «Aquí», «El duelo» - Luis Jara — «Cerca» - Illapu — «Vuelvo para vivir», «Sobreviviendo» - Juan Magán — «Mal de amores» - Orfeón de Carabineros - Manuel García — «Medusa» - Alexis & Fido — «Rompe la cintura» - Prince Royce — «Darte un beso», «Corazón sin cara» - DJ Méndez — «Cachetéalo», «Dale cuerda a la cadera» |

### Novedades del evento televisado

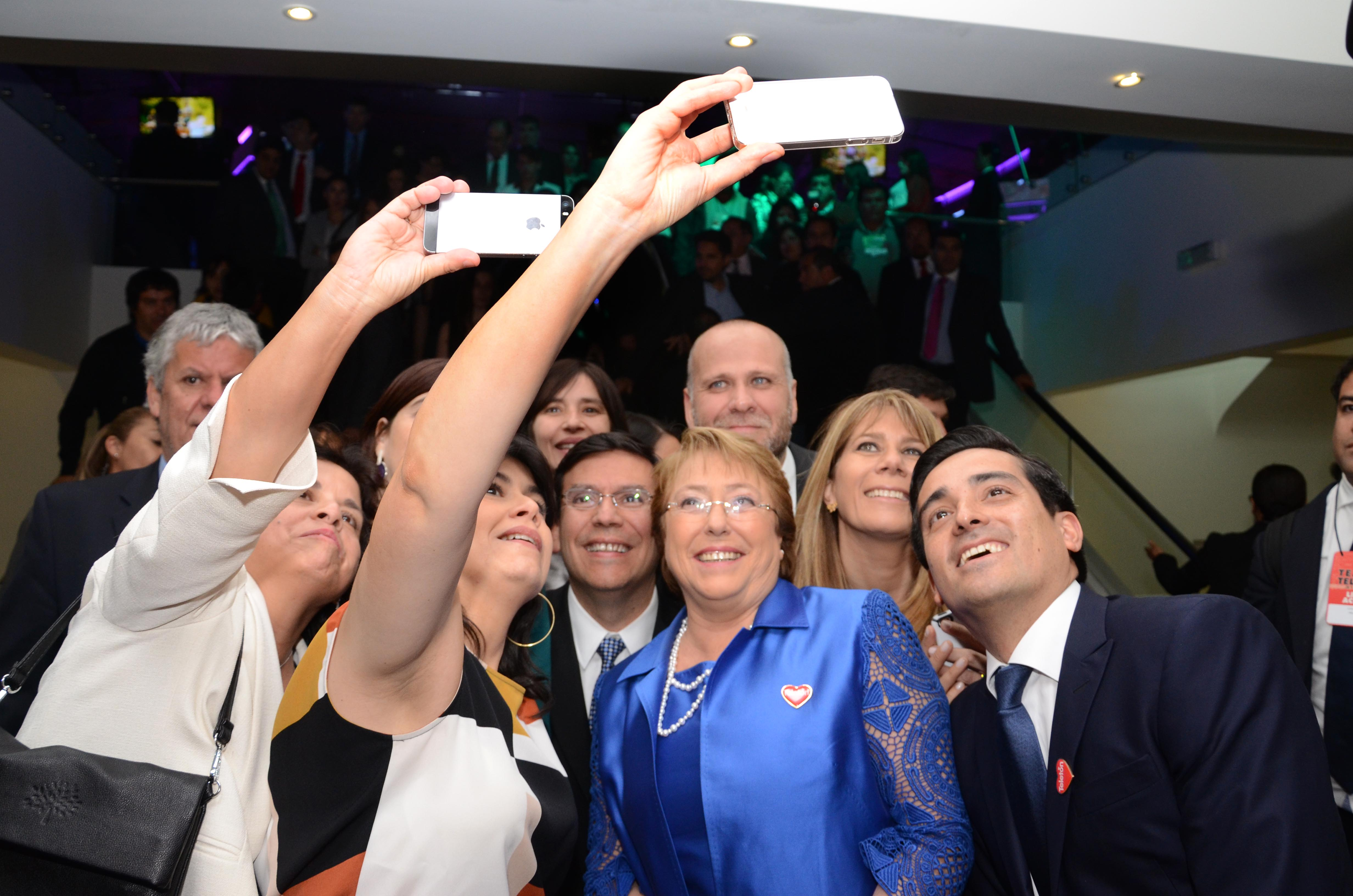
"Selfietón" de Michelle Bachelet y sus ministros.

- En esta versión y por primera vez los telefonistas fueron reemplazados por "teletonistas", grupo conformado por actores, cantantes, figuras de la farándula y animadores de TV y liderado por el exfutbolista Iván Zamorano y el periodista y animador Nicolás Copano, quienes no solo tuvieron contactos con las sucursales del Banco de Chile, sino también interactuaron con el público mediante las redes sociales, a través de las cuentas de la Teletón en Facebook, Twitter e Instagram. Dentro de esta misma idea, se instauró la «Selfietón», espacio en el que los televidentes y distintas personalidades —incluyendo a la presidenta Michelle Bachelet[17]— enviaron sus autofotos, las que fueron mostradas durante el retorno de tandas de avisaje.[11]
- Para esta versión se incorporó a la orquesta en la parte superior del escenario del Teatro Teletón, convirtiéndolo «en un elemento más del show».[18] Junto con ello, cuatro cantantes acompañaron a la orquesta como motivadores del público; Américo, Luis Jara, María Jimena Pereyra y Patricia Maldonado. Esto solo se aplicó en las 23 horas que conforman la primera parte del programa mientras que en la recta final solo permaneció la orquesta.
- En esta versión se ocupó una voz en off —denominada «la voz de la conciencia»— la cual estuvo a cargo de Patricio Frez, quien anunció a las empresas y organizaciones que realizaron sus aportes en el escenario del Teatro. En la última etapa del programa las donaciones fueron presentadas por el mismo Don Francisco.
- La transmisión televisiva desde el Teatro y la mayor parte de los móviles en vivo (incluyendo los bancos y los Unimarc), fue en HDTV para todos los canales que poseen dicha tecnología, mientras que las notas fueron en SD con pillaboxing y letterbox, exceptuando Telecanal que no poseía en esas fechas una señal digital experimental.

## Recaudación

### Cómputos parciales
Esta fue la última edición consecutiva desde 2004 en que las donaciones de las empresas auspiciadoras se entregaron de manera conjunta en el primer cómputo. Esto solo volvería a suceder en la edición de 2020 debido a la postergación del evento.
| Hora            | Monto en pesos   | % meta   | Monto en dólares | Monto en euros |
| --------------- | ---------------- | -------- | ---------------- | -------------- |
| 22:22           | $ 73 650         | < 0,01 % | $ 121            | € 97           |
| 22:33           | $ 5 545 548 407  | 21,79 %  | $ 9 116 155      | € 7 321 339    |
| 00:58           | $ 6 395 034 985  | 25,13 %  | $ 10 512 599     | € 8 442 848    |
| 03:35           | $ 7 100 782 026  | 27,91 %  | $ 11 672 755     | € 9 374 588    |
| 07:22           | $ 7 282 038 155  | 28,62 %  | $ 11 970 716     | € 9 613 886    |
| 09:27           | $ 7 392 705 646  | 29,05 %  | $ 12 152 639     | € 9 759 992    |
| 11:12           | $ 7 543 151 137  | 29,64 %  | $ 12 399 952     | € 9 958 613    |
| 13:25           | $ 8 282 215 461  | 32,55 %  | $ 13 614 877     | € 10 934 340   |
| 15:21           | $ 9 330 069 720  | 36,67 %  | $ 15 337 412     | € 12 317 737   |
| 16:10           | $ 10 171 774 165 | 39,97 %  | $ 16 721 064     | € 13 428 971   |
| 18:44           | $ 11 389 009 311 | 44,76 %  | $ 18 722 039     | € 15 035 988   |
| 19:51           | $ 13 694 428 057 | 53,82 %  | $ 22 511 845     | € 18 079 646   |
| 21:03           | $ 16 458 405 684 | 64,68 %  | $ 27 055 462     | € 21 728 702   |
| 23:02           | $ 18 082 560 550 | 71,06 %  | $ 29 725 360     | € 23 872 943   |
| 00:04           | $ 21 743 448 906 | 85,45 %  | $ 35 743 380     | € 28 706 117   |
| 01:04           | $ 26 832 666 477 | 105,45 % | $ 44 109 387     | € 35 425 000   |
| 02:05           | $ 28 176 895 804 | 110,73 % | $ 46 319 123     | € 37 199 677   |
| 22 de diciembre | $ 34 582 986 027 | 135,90 % | $ 55 332 778     | € 44 957 882   |

### Aportes de los auspiciadores
En esta versión son 27 las marcas de productos y servicios auspiciadoras de la campaña:
| Empresa         | Giro                     | Monto en pesos  | Monto en dólares | Monto en euros |
| --------------- | ------------------------ | --------------- | ---------------- | -------------- |
| Banco de Chile  | Banco                    | $ 1 100 000     | $ 1 808 255      | € 1 452 241    |
| Aceite Belmont  | Aceite                   | $ 137 458 623   | $ 225 964        | € 181 476      |
| Bilz y Pap      | Gaseosa                  | $ 602 346 290   | $ 990 178        | € 795 229      |
| Cerveza Cristal | Cerveza                  | $ 602 346 290   | $ 990 178        | € 795 229      |
| Cachantún       | Agua mineral             | $ 602 346 290   | $ 990 178        | € 795 229      |
| Watt's          | Néctar                   | $ 602 346 290   | $ 990 178        | € 795 229      |
| Cannes          | Alimentos para perros    | $ 181 707 361   | $ 298 703        | € 239 894      |
| Claro           | Telecomunicaciones       | $ 277 272 846   | $ 455 800        | € 366 061      |
| Colún           | Productos lácteos        | $ 170 520 832   | $ 280 314        | € 225 125      |
| Copec           | Gasolinera               | $ 310 000       | $ 509 599        | € 409 268      |
| Babysec         | Pañales                  | $ 460 000       | $ 756 180        | € 607 301      |
| Confort         | Papel higiénico          | $ 460 000       | $ 756 180        | € 607 301      |
| Cotidian        | Pañales para adultos     | $ 460 000       | $ 756 180        | € 607 301      |
| LadySoft        | Toallas femeninas        | $ 460 000       | $ 756 180        | € 607 301      |
| Daily Gotas     | Edulcorante              | $ 135 000       | $ 221 922        | € 178 230      |
| El Vergel       | Conservas                | $ 130 952 543   | $ 215 269        | € 172 886      |
| LAN Airlines    | Aerolínea                | $ 381 059 520   | $ 626 412        | € 503 082      |
| Lucchetti       | Pastas                   | $ 166 000       | $ 272 882        | € 219 156      |
| Magistral       | Lavalozas                | $ 142 309 062   | $ 233 937        | € 187 879      |
| Omo             | Detergentes              | $ 160 000       | $ 263 019        | € 211 235      |
| Ripley          | Tiendas por departamento | $ 450 000       | $ 739 741        | € 594 098      |
| Sodimac         | Tienda de retail         | $ 582 000       | $ 956 731        | € 768 367      |
| Soprole         | Productos lácteos        | $ 278 000       | $ 456 996        | € 376 021      |
| Tapsin          | Farmacéutica             | $ 135 000       | $ 221 922        | € 178 230      |
| Té Supremo      | Té                       | $ 200 000       | $ 328 774        | € 264 044      |
| Total           | Total                    | $ 5 999 627 077 | $ 9 183 388      | € 7 391 507    |

### Tareas
En la edición de 2014 no existieron tareas condicionadas a cantidad de compras, sino que se realizaron actividades que no implicaban un costo para los consumidores. Esto en respuesta a las críticas que generaron las tareas de Ripley y Unimarc en la versión de 2012. La tareas de 2014 fueron:
| Empresa        | Tarea | Estado   |
| -------------- | --- | -------- |
| Cuprum         | Se realizó la Corrida Cuprum, que comenzó a las 7 de la mañana del sábado frente al Palacio de La Moneda: la donación de $300 000 000 se haría efectiva si se lograba reunir en el lugar a los 10 000 inscritos en los circuitos de 5 y 10K, y si además se rompía la meta de 500 000 kilómetros por parte de los "corredores virtuales" inscritos en un sitio web especial. A las 11:10 h. se superó la meta, con 18 000 corredores en el evento, y 35 000 corredores virtuales.                                                            | Cumplida |
| Ripley         | A través de la campaña Pinta Sonrisas, la empresa donaría de forma adicional a su aporte como auspiciador 5 salas de rehabilitación multisensorial para los centros Teletón, avaluados en $250 000 000. Para ello, debían reunirse 24 500 dibujos de niños en buzones dispuestos en las jugueterías de las tiendas. La tarea comenzó con 15 435 aportes de base. | Cumplida |
| Unimarc        | Buzones ubicados en los supermercados y un sitio web especial recibían Buenos deseos; mensajes en apoyo a la campaña y obra de la Teletón, los que serán plasmados en 13 murales, uno para cada centro de rehabilitación. La cadena solicitaba la "mayor cantidad" de estos durante la jornada, pero esta acción no conllevaría —de acuerdo a lo informado hasta las 14 horas— la realización de un aporte extra por parte de la empresa. Se logó juntar más de 160 000 de mensajes de buenos deseos, ante lo cual donaron en total $700 000 | Cumplida |
| Magistral      | La marca de lavalozas prometió un aporte adicional al que entregaron como auspiciador si 10 000 platos eran lavados en el Parque Padre Hurtado con una sola botella, lo que se logró antes de las 13 horas del sábado. | Cumplida |
| Banco de Chile | 20 días antes de la Teletón, el banco lanzó el juego Juntamonedas, en el que se invitaba a los internautas a recolectar el valor de la meta (25 mil millones) en "monedas virtuales". Aquello se cumplió durante la madrugada del sábado, y fueron donados $100 000 000 adicionales al aporte como auspiciador. | Cumplida |

### Subastas
| Objeto | Dinero por el objeto |
| --- | -------------------- |
| Polera autografiada de Matt Hunter                                                                                     | $ 90 000             |
| Gorro autografiado de Matt Hunter                                                                                      | $ 150 000            |
| Camiseta del Arsenal firmada por Alexis Sánchez                                                                        | $ 800 000            |
| Camiseta de Jorge Valdivia de la selección chilena                                                                     | $ 460 000            |
| Camiseta de Eduardo Vargas de la selección chilena                                                                     | $ 470 000            |
| Camiseta de la Juventus firmada por Arturo Vidal                                                                       | $ 780 000            |
| Camiseta del Mainz de Gonzalo Jara                                                                                     | $ 270 000            |
| Camiseta del Inter de Milán de Gary Medel                                                                              | $ 590 000            |
| Camiseta del Manchester United firmada por Ángelo Henríquez                                                            | $ 630 000            |
| Camiseta de Universidad de Chile con el distintivo de "Claro con la Teletón", firmada por varios jugadores del plantel | $ 520 000            |
| Camiseta de Colo-Colo firmada por varios jugadores del plantel                                                         | $ 3 450 000          |
| Total aporte de subastas                                                                                               | $ 8 210 000          |